# Ламберг, Йозеф Доминикус фон
Йозеф Доминикус фон Ламберг (нем. Joseph Dominikus von Lamberg; 8 июля 1680, Штирия, Верхняя Австрия — 30 августа 1761, Пассау, княжество-епископство Пассау) — немецкий кардинал. Племянник кардинала Иоганна Филиппа фон Ламберга. Князь-епископ Зеккау с 13 марта 1712 по 15 марта 1723. Князь-епископ Пассау с 15 марта 1723 по 30 августа 1761. Кардинал-священник с 20 декабря 1737, с титулом церкви Сан-Пьетро-ин-Монторио с 16 сентября 1740.